# Trenulețul
Trenulețul – piosenka mołdawskiego folk-punkowego zespołu Zdob și Zdub z udziałem muzyków ludowych z zespołu Frații Advahov. Utwór reprezentował Mołdawię w Konkursie Piosenki Eurowizji w roku 2022.

## Treść
Piosenka traktuje o radosnej, tanecznej podróży pociągiem pomiędzy stolicami dwóch państw: Kiszyniowem (Mołdawia) i Bukaresztem (Rumunia). Premiera teledysku, nakręconego do piosenki (reżyser Roman Burlaca, produkcja BR Films), zbiegła się w czasie z ponownym otwarciem zawieszonej przez długi czas relacji kolejowej między oboma miastami. Głównym bohaterem jest Besarabczyk (w teledysku aktor Sergiu Voloc) przewożący przez granicę na Prucie dywan dla cioci Lukrecji, żyjącej w Bukareszcie.

## Konkurs Piosenki Eurowizji 2022
Mołdawski nadawca krajowy TeleRadio-Moldova (TRM) transmitował konkurs w Mołdawii i zorganizował proces selekcyjny do zgłoszenia utworu. TRM potwierdziło zamiar udziału w Konkursie Piosenki Eurowizji 2022 w dniu 20 października 2021. Runda przesłuchań na żywo odbyła się 29 stycznia 2022 w TRM Studio 2 w Kiszyniowie i była transmitowana przez kanały Moldova 1, Moldova 2 i Radio Moldova, a także online za pośrednictwem trm.md oraz stron TRM, na Facebooku i YouTubie. Utwór wybrano głosami jury złożonego z ekspertów: Gety Burlacu (piosenkarki, mołdawskiej uczestniczki Konkursu Eurowizji 2008), Vali Boghean (piosenkarki i autorki tekstów), Cristiny Scarlat (piosenkarki, mołdawskiej uczestniczki Konkursu Eurowizji 2014), Victorii Cușnir (dziennikarki) i Aliony Moon (piosenkarki, mołdawskiej uczestniczki Konkursu Eurowizji 2013). 66. edycja Konkursu Piosenki Eurowizji odbyła się w Turynie i składała się z dwóch półfinałów 10 i 12 maja 2022 oraz finału 14 maja 2022. Piosenka zajęła siódme miejsce.